# Orthosia columbaris
Orthosia columbaris är en fjärilsart som beskrevs av Lucas 1893. Orthosia columbaris ingår i släktet Orthosia och familjen nattflyn. Inga underarter finns listade i Catalogue of Life.